# Partido del Pueblo (Tailandia)
El Partido del Pueblo (PP; en tailandés: พรรคประชาชน, RTGS: Phak Prachachon) es un partido político tailandés. Es el partido sucesor del Partido Avanzar tras su disolución por el Corte Constitucional de Tailandia el 7 de agosto de 2024.

## Historia
Fundado originalmente en 2012 como Partido Thinkakhao y más tarde Partido Thinkakhao Chaovilai, pasó a llamarse Partido del Pueblo como sucesor del Partido Avanzar el 9 de agosto de 2024 manteniendo el mismo logo triangular y los mismos colores. Es la tercera versión del partido iniciado con el nombre Futuro Hacia Adelante, que se disolvió el 21 de febrero de 2020. 
El 9 de agosto se anunció que el partido sería liderado por Natthaphong Ruengpanyawut sucediendo a Pita Limjaroenrat, declarado inelegible durante diez años. Sirikanya Tansakul, quien se desempeñó como líder adjunta del MFP, continuará como líder adjunta del nuevo partido, mientras que el ex director del MFP, Sarayut Jailak, se desempeñará como secretario general del nuevo partido.

## Ideología
El Partido del Pueblo mantiene la ideología progresista de sus predecesores. En 2024 es el partido más grande y principal partido de oposición en la Cámara de Representantes de Tailandia. Move Forward obtuvo el mayor número de votos y diputados en 2023 con un programa de ruptura con la monarquía, el ejército y los conglomerados.